# تشارلز إي. فيلبس
تشارلز إي. فيلبس (بالإنجليزية: Charles E. Phelps)‏ هو قاضي ومحامي وضابط وسياسي أمريكي، ولد في 1 مايو 1833 بغويلفورد في الولايات المتحدة، وتوفي في 27 ديسمبر 1908 ببالتيمور في الولايات المتحدة. حزبياً، نشط في الحزب الديمقراطي. انتخب عضو مجلس النواب الأمريكي.